# ISO 639-1
ISO 639-1:2002 «Коды для обозначения названий языков, часть 1: коды Альфа-2» — первая часть стандарта серии ISO 639 международных стандартов для кодов языков. Часть 1 содержит регистрацию двухбуквенных кодов. Всего зарегистрировано 183 двухбуквенных кода, которые не покрывают всё мировое разнообразие языков.
Эти коды являются полезным формальным международным обозначением языков для стенографии. Например:
- Английский язык обозначается en (от English)
- Французский язык обозначается fr (от French)
- Немецкий язык обозначается de (от самоназвания Deutsch)
- Итальянский язык обозначается it (от Italian)
- Японский язык обозначается ja (от англ. Japanese, хотя его самоназвание яп. Nihongo)
- Португальский язык обозначается pt (от Portuguese)
- Русский язык обозначается ru (от англ. Russian)
- Испанский язык обозначается es (от самоназвания español)
- Шведский язык обозначается sv (от самоназвания Svenska)

Первый стандарт для кодов языков ISO 639 был утверждён в 1967 году. Он был поделён на части, а в 2002 году появилась первая редакция отдельного стандарта ISO 639-1. Последнее добавление в стандарт было сделано 26.02.2003, когда был введён код ht, обозначающий гаитянский креольский язык. Использование стандарта было инспирировано специальной комиссией интернет-разработок (IETF) по языковым тегам, которая ввела запрос комментариев RFC 1766 в марте 1995 года, продолжила обсуждение в запросе RFC 3066 от января 2001 года и в запросе RFC 4646 от сентября 2006 года. Текущая версия RFC 5646 датирована сентябрём 2009 года. Права на коды ISO 639-1 зарегистрированы на Международный информационный центр по терминологии.
В 1998 году был разработан стандарт ISO 639-2, содержащий трёхбуквенные коды языков. В настоящее время новые двухбуквенные коды в стандарт ISO 639-1 не добавляются, если существует код этого языка в ISO 639-2, поэтому системы, которые используют коды языков ISO 639-1 и 639-2, предпочитают коды ISO 639-1, потому что их не придётся менять.
Если используется код ISO 639-2, который охватывает группу языков, он может измениться для некоторых конкретных языков нового кода ISO 639-1.
| ISO 639-1 | ISO 639-2 | Название              | Дата добавления | Прежде входил в состав |
| --------- | --------- | --------------------- | --------------- | ---------------------- |
| io        | ido       | Идо                   | 2002-01-15      | art                    |
| wa        | wln       | Валлонский            | 2002-01-29      | roa                    |
| li        | lim       | Лимбургский           | 2002-08-02      | gem                    |
| ii        | iii       | Носу                  | 2002-10-14      | sit                    |
| an        | arg       | Арагонский            | 2002-12-23      | roa                    |
| ht        | hat       | Гаитянский креольский | 2003-02-26      | cpf                    |

Стандарт ISO 639-3, опубликованный в 2007 году, вводит понятие макроязыка (семейства языков), но не содержит трактовку их спецификаций.